# Norantea goyasensis
Norantea goyasensis là một loài thực vật có hoa trong họ Marcgraviaceae. Loài này được Cambess. mô tả khoa học đầu tiên năm 1827.